# 中央军委办公厅保密和档案局
中央军委办公厅保密和档案局，位于北京市，是中央军委办公厅下属局，负责保密和档案工作。

## 沿革
1949年12月9日，中央人民政府人民革命军事委员会发布《关于收集我军作战文件和其他史料的通令》，要求各军区、各野战军指定专人组成史料收集委员会，收集土地革命战争时期、抗日战争时期、第二次国共内战时期各种作战文件（命令、指示、图表、战役总结等等）以及缴获敌人的各种作战文件，还有对研究战史具有参考价值的文件。据此，各部队陆续成立了历史文件收集委员会。
随着历史文件收集并集中管理，以及各总部、新建的各军兵种机关的现行文件、档案的增加，建立负责档案管理专业化机构的需求日益迫切。1950年9月10日，代总参谋长聂荣臻在总参谋部部长例会上指示：军委办公厅秘书处管理的军事文件，应统一在机要室存档。1950年12月1日，军委办公厅机要室成立。1951年7月，在机要室内设电报整理科，负责电报档案的整理、保管、利用，并负责文件的整理和保管。1952年，军委办公厅机要室改编成军委办公厅机要秘书处，负责军委机关文件、档案的收集、整理、保管、利用，起草全军性档案工作规章制度，训练干部，筹建全军档案工作并且开展业务指导。
1953年2月1日，毛泽东主席签署命令，颁发《中国人民解放军秘密文件保密工作细则》，规定在全军团以上机关设保密室，负责机关保密及档案工作。保密室把分散在各个业务部门以及个人手中的文件材料收集起来，整理归档，初步建起了机关档案工作。
1954年7月，中央军委发布命令，设立中央军委办公厅档案处，这是第一个全军档案业务指导机构，标志着中国人民解放军档案工作正式建立。1978年，改为中国人民解放军总参谋部办公厅档案处。
另外，原来还有中央军委办公厅保密处。1978年，改为中国人民解放军总参谋部办公厅保密处。
1981年，两处合并为中国人民解放军总参谋部办公厅保密档案处。1980年代更名为中国人民解放军总参谋部办公厅档案处。1990年代升格为中国人民解放军总参谋部办公厅档案局。2004年更名为中国人民解放军总参谋部办公厅保密档案局。
此外，中央军委办公厅下设有中央军委办公厅保密局。
2016年，在深化国防和军队改革中，中国人民解放军总参谋部办公厅保密档案局与中央军委办公厅保密局撤销，成立中央军委办公厅保密和档案局。

## 机构设置
- 中国人民解放军档案馆

## 历任领导
中央军委办公厅档案处处长
……
中国人民解放军总参谋部办公厅档案处处长
- 王甲义（1978年—？）[19]
- 刘振杰（？—？，兼中国人民解放军档案馆馆长）[20]
- 刘振杰（？—？，中央军委办公厅副主任、总参谋部办公厅副主任兼）[20]

中央军委办公厅保密处处长
……
中国人民解放军总参谋部办公厅保密处处长
- 张钟明（1978年8月—1981年6月，兼党委书记，正师职）[4]

中国人民解放军总参谋部办公厅保密档案处处长
- 张钟明（1981年6月—1983年4月，兼党委书记）[4]

……
中国人民解放军总参谋部办公厅档案处处长
……
中国人民解放军总参谋部办公厅档案局局长
- 曾海生大校（1996年1月—1999年7月）[21][22][23]
- 陈军荣大校（1999年—2004年）[24][25]

中国人民解放军总参谋部办公厅保密档案局局长
- 苌金欣大校（2004年—2008年）[3][26]
- 刘英大校（2008年—2012年）[27][28][29]
- 计英春大校（2012年—2016年）[30]

中央军委办公厅保密局局长
- 吕恒礼大校（1995年1月—1999年6月）[31]

……
- 刘怀彦大校（？—2011年）[32]

……
| 中央军委办公厅保密和档案局局长 - 吴洪东（2016年—） | 中央军委办公厅保密和档案局副局长 - 薛军（2016年—） |

## 中国人民解放军保密委员会办公室
中国人民解放军保密委员会办公室（简称“解放军保密办”）是中国人民解放军保密委员会的办事机构。2016年深化国防和军队改革前，设在中国人民解放军总参谋部办公厅。历任办公室主任、副主任为：
| 主任 …… - 左勇（？—？，总参谋部作战部副部长兼） …… - 王子新 少将（？—？） - 邱京平 少将（？—2012年） - 苌金欣 少将（2012年—？，总参谋部办公厅副主任兼） | 副主任 …… - 丛友贵 少将（？—？，解放军保密委员会专职委员兼） - 陈军荣 少将（？—？） - 刘怀彦 少将（？—？，解放军保密委员会专职委员兼） - 苌金欣 少将（？—2012年，解放军保密委员会专职委员兼） |